# Adolf von Salis-Soglio
Adolf von Salis-Soglio (* 22. Februar 1818 in Maastricht; † 5. Mai 1891 in Bern) war ein Schweizer Wasserbau-Ingenieur, der massgeblich an der Rhein-, der Rhone- und der Juragewässerkorrektion beteiligt war.

## Leben
Sein Vater General Johann Ulrich von Salis-Soglio war seiner Zeit im Dienst der Niederlande. Er besuchte die Kantonsschule in Chur und studierte bis 1839 Ingenieurswesen an der Polytechnischen Schule in Wien. In Splügen GR wurde er Bezirksingenieur. Anschliessend wurde er Adjunkt des Oberingenieurs Richard La Nicca in Chur.
1854 wurde er dessen Nachfolger als Oberingenieur des Kantons Graubünden.
Unter seiner Leitung entstanden die Strassen über den Bernina-, Albula-, Flüela- und Ofenpass. Zeitgleich betreute er den Abschluss der Rheinkorrektion im Domleschg und die Wildbachverbauungen von Nolla und Glenner. Er leitete die Arbeiten zur Behebung der Hochwasserschäden des 28. September 1868 im Kanton Graubünden.
1871 wurde er vom schweizerischen Bundesrat zum Eidgenössischen Oberbauinspektor in Bern gewählt. Ab 1884 war er Inspektor der Rhein- und Juragewässerkorrektion und 1886 Vizepräsident der Linthkommission.

## Veröffentlichung
- Das Schweizer Wasserbauwesen, 1883